# Bentinckia
Genre
Classification phylogénétique
Espèces de rang inférieur
- Bentinckia condapanna
- Bentinckia nicobarica

Bentinckia est un genre de la famille des Arecaceae (Palmiers) comprenant des espèces natives de l'Inde.

## Classification
- Sous-famille des Arecoideae
  - Tribu des Areceae

## Espèces
- Bentinckia condapanna Berry ex Roxb., Fl. Ind. ed. 1832, 3: 621 (1832).
- Bentinckia nicobarica (Kurz) Becc., Ann. Jard. Bot. Buitenzorg 2: 165 (1885).